# Rechtschreibfehler

Rechtschreibfehler des Worts „Dilettanten“ (1981), der den „Genialen Dilletanten“ später den Namen gab

Ein Rechtschreibfehler (auch Fehlschreibung oder umgangssprachlich Verschreiber genannt) bezeichnet eine Schreibweise eines Wortes, die laut der allgemein üblichen Orthographie falsch ist. Daneben gibt es in der Schriftsprache Zeichensetzungsfehler, Grammatikfehler, Stilfehler und Tippfehler.

## Allgemeines

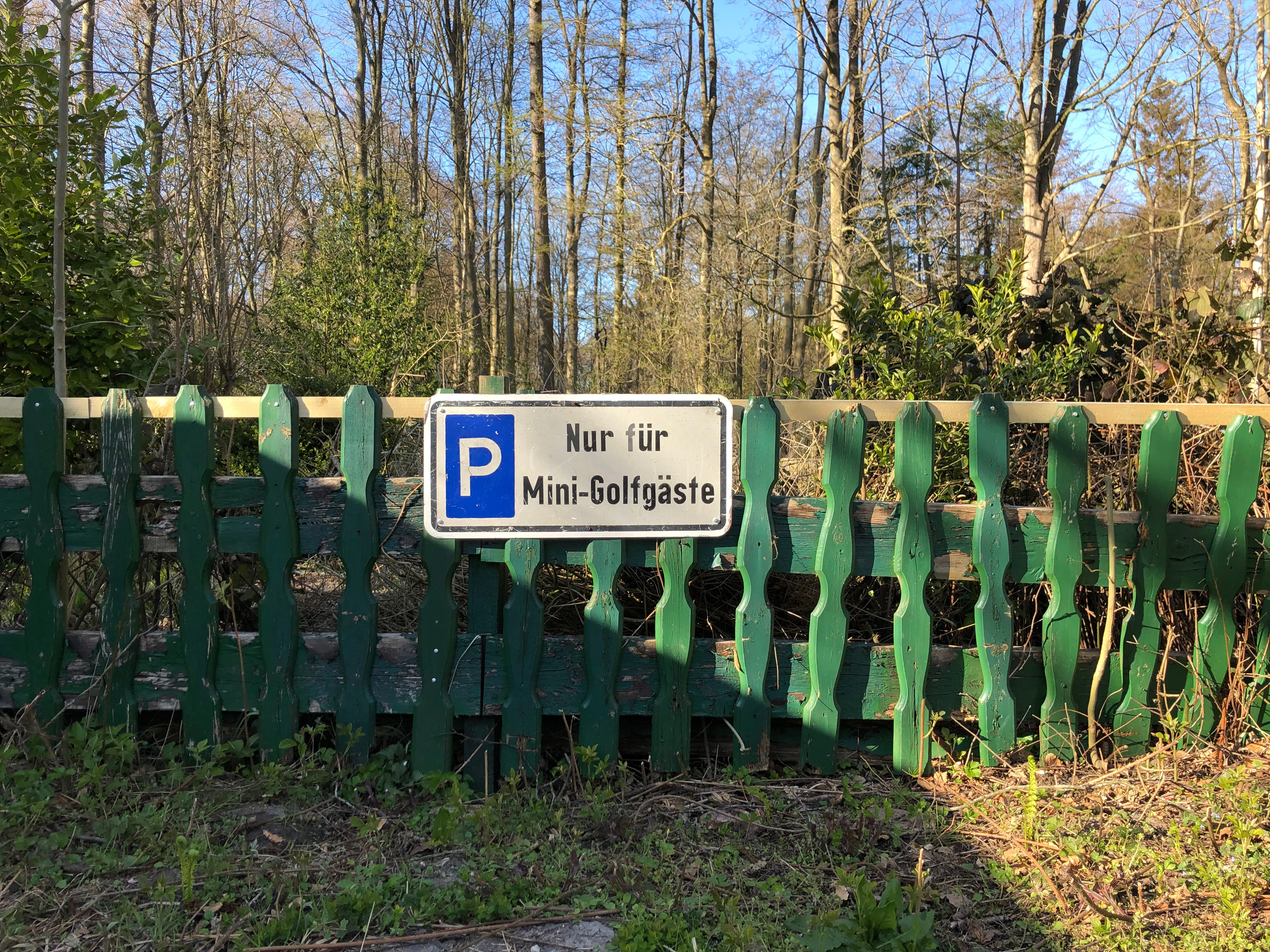
Parkplatz für kleine Golfgäste oder doch für Gäste des Minigolfs?

Allgemein gelten Schreibfehler als Fehler, bei denen ein Wort, ein Satzzeichen oder eine Zahl entgegen den Rechtschreibregeln falsch geschrieben ist, wobei der Zahlenfehler nicht durch einen Rechenfehler verursacht wurde. Die beiden Hauptursachen für Rechtschreibfehler sind mangelnde Aufmerksamkeit (im Fall von maschinengeschriebenen Texten wird dies als Tippfehler bezeichnet) und Unkenntnis der korrekten Schreibweise, beispielsweise bei Legasthenie.
Da die Orthographie einer Sprache Änderungen erfahren kann, muss in Einzelfällen bei der Beurteilung, ob ein Rechtschreibfehler vorliegt oder nicht, das Datum des Textes mit in Betracht gezogen werden. In Zitaten ist es üblich, Schreibungen, die nach einem Tipp- bzw. Satzfehler aussehen, aber tatsächlich so im Original stehen, unkorrigiert zu lassen und mit sic oder sic! (lat. so) zu kennzeichnen.

## Rechtschreibfehler in der deutschen Sprache

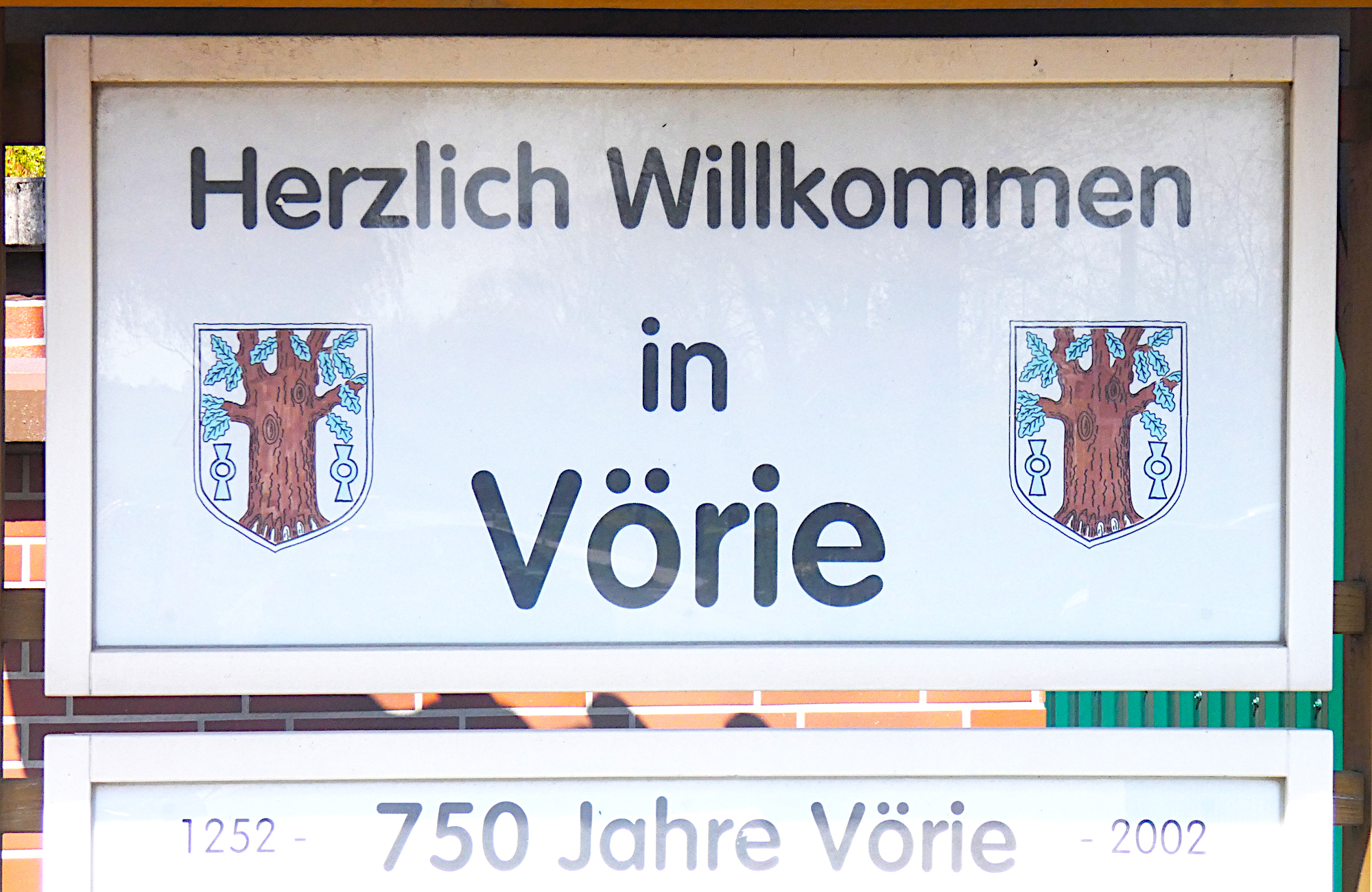
Das Schild zeigt einen in der Öffentlichkeit besonders häufigen Rechtschreibfehler: Ein großes „W“, obwohl es „Herzlich willkommen“ heißen muss. In der Begrüßungsformel ist das Wort willkommen ein Adjektiv und kein Substantiv. Ebenso wäre allerdings die Schreibweise „Herzliches Willkommen“ korrekt.

Im Zuge der Reform der deutschen Rechtschreibung von 1996 sollte die deutsche Orthographie vereinfacht und die Regeln vereinheitlicht werden. Durch fehlende Kenntnis der neuen Regeln, insbesondere Überinterpretation, entstanden jedoch einige neue Rechtschreibfehler. Der wohl häufigste ist der fehlerhafte Ersatz von ß durch ss nach einem langen Vokal oder einem Diphthong (zum Beispiel „*Strasse“, „*Gruss“ und „*ausser“ – korrekt heißt es weiterhin „Straße“, „Gruß“ und „außer“, außer in der Schweiz und in Liechtenstein, und in Versalschrift, wobei SS allgemein anstelle von großem ẞ bis 2017 vorgesehen war und auch weiterhin möglich ist).
Schreibungen, die sowohl nach der unreformierten als auch der reformierten Orthographie falsch sind, lassen sich nach wahrscheinlichen Ursachen in folgende Gruppen einteilen:
Phonetisch bedingte Fehler
Angleichung ungewöhnlicher Graphien an die für das phonetische Phänomen übliche Schreibweise
Beispiele: *Aquisition für Akquisition ([kv] meist als qu), *Extase für Ekstase ([ks] meist als x), *gröhlen für grölen ([øː] vor l, m, n, r häufig als öh), *Kenntniss für Kenntnis ([ɪs] auch als iss)
Übertragung phonetischer Prozesse wie Assimilation in die Schrift
Beispiele: *hälst für hältst (Elision des [t]), *Imbus für Inbus (Assimilation zu zwei bilabialen Lauten) *Psychatrie für Psychiatrie (Synkope des unsilbischen [i])
Morphologisch bedingte Fehler
falsche Segmentierung von Wörtern, mitunter aufgrund von Volksetymologien
Beispiele: *Stehgreif für Stegreif (*Steh-Greif statt Steg-Reif), *vorraus für voraus (*vor-raus statt vor-aus), *Rückrad/-rat für Rückgrat (Bestandteil Grat nicht erkannt)
falsche Derivationen, oft Substantivierungen
Beispiele: *projezieren für projizieren (Ableitung von Projektor) *Reflektion für Reflexion (Ableitung von reflektieren), *Seriösität für Seriosität (Ableitung von seriös)
Interferenziell bedingte Fehler
Angleichung an die (vermeintliche) Schreibung in anderen Sprachen, meist Anglizismen oder Gallizismen
Beispiele: *Bisquit für Biskuit (scheinbar französisch, dort jedoch biscuit), *Gallerie für Galerie (zu ital. galleria oder engl. gallery), *Pepperoni für Peperoni (wie im Italienischen)
In einigen Fällen vereinigen sich mehrere Aspekte, so in *projezieren die falsche Ableitung und die Verschriftlichung der Zentralisierung des unbetonten [i] zu [ə].
Weitere häufige Rechtschreibfehler sind falsch gesetzte Apostrophe und fehlende Bindestriche bzw. Durchkopplungen. Ein seltenes Beispiel ist die falsche Kurzform *Listhese statt richtig Olisthese für die Spondylolisthese, weil man das altgriechische Wort olisthesis (= gleiten) nicht kennt.

## Rechtschreibprüfung in Computerprogrammen
In den meisten Fällen entsteht durch einen Rechtschreibfehler ein Wort, das in dieser Schreibweise nicht existiert. Solche Rechtschreibfehler lassen sich in Computern mit vergleichsweise einfachen Mitteln automatisch finden, indem ein Rechtschreibprüfungsprogramm jedes Wort eines Textes mit einem eingebauten Wörterbuch vergleicht. Manche Rechtschreibfehler können mit dieser Methode allerdings nicht gefunden werden, nämlich dann, wenn die Fehlschreibung für sich genommen ein gültiges Wort im Wörterbuch ist. Beispielsweise dürfte mit währe meist wäre gemeint sein, das Wort währe ist jedoch eine gültige Beugungsform des Wortes währen. Auch lässt sich durch reinen Wortvergleich eine Verwechslung des Relativpronomens das und der Konjunktion dass nicht feststellen.
Weitere Wörter werden von solchen Programmen als fehlerhaft markiert, obwohl sie korrekt sind, weil sie nicht im begrenzten Umfang des eingebauten Wörterbuches enthalten sind (z. B. Eigennamen oder Fachbegriffe). Störend kann es sein, wenn eine Rechtschreibprüfung automatisch Wörter fehlkorrigiert. Zum Beispiel wird die Stadt Mülheim an der Ruhr vielfach durch solche Programme mit zwei h als Mühlheim geschrieben.